# Řetízek (sbor)
Řetízek je dětský pěvecký sbor ze Železného Brodu založený roku roku 1976. Působí při tamní základní umělecké škole. Ve svém repertoáru se sbor zaměřuje se na duchovní hudbu. V čele souboru stojí jeho zakladatel Josef Hlubuček.
Těleso vystupovalo například v roce 2010 s pásmem koled v železnobrodském kostele svatého Jakuba Většího, na vzpomínkovém koncertu k nedožitým 60. narozeninám zpěváka Jiřího Schelingera nebo na festivalu „Skleněné městečko“.